# Janina Misiewicz
Janina Misiewicz (ur. 12 grudnia 1893 w Solwyczegodsku, zm. 5 października 1958 w Warszawie) – polska lekarka, ftyzjatra, profesor nadzwyczajny nauk medycznych.
Była absolwentką Żeńskiego Instytutu Medycznego w Petersburgu. W dwudziestoleciu międzywojennym piastowała m.in. stanowisko dyrektora Szpitala Sanatorium Gruźliczego św. Józefa w Mieni oraz była wicedyrektorem i ordynatorem w Szpitalu Wolskim w Warszawie. W latach 1939–1945 współpracowała z ruchem oporu oraz prowadziła tajne nauczanie medycyny. W czasie powstania warszawskiego ocalała z rzezi Woli, a następnie zorganizowała trzy pozawarszawskie filie Szpitala Wolskiego. Po wojnie była jedną z głównych organizatorek walki z gruźlicą w Polsce. Piastowała stanowisko dyrektora Polskiego Instytutu Przeciwgruźliczego i prezesa Polskiego Towarzystwa Badań Naukowych nad Gruźlicą oraz była specjalistą krajowym w zakresie ftyzjatrii. Wykładała także na Wydziale Lekarskim Uniwersytetu Warszawskiego i na Akademii Medycznej w Warszawie. Opublikowała 71 prac naukowych.
Dama orderów Krzyża Walecznych (dwukrotnie), Krzyża Oficerskiego Orderu Odrodzenia Polski i Krzyża Kawalerskiego Orderu Odrodzenia Polski.

## Życiorys

### Młodość
Urodziła się w Solwyczegodsku w północnej Rosji, w rodzinie inż. Władysława Misiewicza, pracownika rosyjskiej służby leśnej, i Zofii z Butkiewiczów. Jej rodzice byli potomkami polskich zesłańców, deportowanych w głąb Imperium po upadku powstania styczniowego.
Początkowo nauki pobierała w domu. W latach 1903–1911 uczęszczała do Państwowego Gimnazjum Żeńskiego w Nowogrodzie Wielkim. W 1912 roku zdała egzamin maturalny, po czym rozpoczęła studia w Żeńskim Instytucie Medycznym w Petersburgu. Już podczas wakacji letnich w 1915 roku zatrudniła się w stacji sanitarno-epidemicznej w Nowogrodzie. W kolejnych latach pracowała w stacjach bakteriologicznych w Nowej Ładodze, ponownie w Nowogrodzie, a następnie w Orłowskich Kluczach pod Petersburgiem. W tej ostatniej placówce pełniła przez rok funkcję kierownika (1917–1918). Jednocześnie jako asystent wolontariusz  pracowała Zakładzie Mikrobiologii oraz w Zakładzie Anatomii Patologicznej w Petersburgu. W czasie studiów kierowała kołem studentów polskich. Dyplom lekarski uzyskała z wyróżnieniem 18 marca 1918 roku.
Po ukończeniu studiów pracowała jako lekarz szkolny w Nowogrodzie. Później, w latach 1919–1920, była zatrudniona na oddziale duru plamistego w szpitalu epidemiologicznym w Riazaniu. Pracując tam sama ciężko zachorowała na tyfus.

### Dwudziestolecie międzywojenne
W marcu 1920 roku uzyskała zgodę władz bolszewickich na wyjazd do Polski. Od kwietnia 1920 roku do sierpnia 1921 roku pracowała w szpitalu w Tarnowie. Pod koniec marca 1921 roku Uniwersytet Warszawski nostryfikował jej dyplom lekarski. Pół roku później przeprowadziła się do stolicy i podjęła pracę w uniwersyteckiej Klinice Chorób Wewnętrznych. Była tam zatrudniona do września 1927 roku – początkowo na stanowisku asystenta, później starszego asystenta. Jednocześnie pracowała jako lekarz szkolny (1922–1937) oraz lekarz w stołecznej Poradni Przeciwgruźliczej (od 1923). Wykładała także w Warszawskiej Szkole Pielęgniarek.
W marcu 1924 roku na podstawie rozprawy pt. Odczyn Botelho w diagnostyce nowotworów złośliwych uzyskała tytuł doktora nauk medycznych. Ze względu na fakt, że praca ta została bardzo wysoko oceniona, Ministerstwo Wyznań Religijnych i Oświecenia Publicznego przyznało jej stypendium z przeznaczeniem na kontynuowanie nauki za granicą .
Od 1 września 1927 roku do 30 sierpnia 1928 roku przebywała na stypendium zagranicznym, w którego trakcie zajmowała się w szczególności radiodiagnostyką płuc i problematyką gruźlicy. W Paryżu pracowała w klinice Besançona, szpitalu Laenneca oraz w Instytucie Pasteura. W drodze powrotnej do Polski zwiedziła także zakłady przeciwgruźlicze w Szwajcarii i Wiedniu .
Jej zainteresowania badawcze oscylowały początkowo wokół zagadnień takich jak m.in.: choroby wewnętrzne, bakteriologia i skazy krwotoczne. Po powrocie ze stypendium zagranicznego zaczęła się natomiast koncentrować na badaniu gruźlicy. W latach 1928–1929 pracowała jako lekarz w stołecznej Poradni Przeciwgruźliczej Miejskiej przy ul. Puławskiej. Ponadto ponownie podjęła pracę w uniwersyteckiej Klinice Chorób Wewnętrznych, gdzie prowadziła zajęcia z chorób wewnętrznych i ftyzjatrii dla studentów oraz zajęcia z patofizjologii i ftyzjatrii dla lekarzy. Przy klinice zorganizowała poradnię przeciwgruźliczą, po czym objęła nad nią kierownictwo (1929–1936).
Była inicjatorem i członkiem założycielem Polskiego Towarzystwa Badań Naukowych nad Gruźlicą (utworzone w 1934 roku). Ponadto pełniła funkcję sekretarza Warszawskiego Towarzystwa Przeciwgruźliczego.
W 1935 roku zdała egzamin na stanowisko ordynatora oddziału chorób wewnętrznych, nie otrzymała jednak propozycji objęcia takiego stanowiska w Warszawie. Podjęła więc pracę w Szpitalu Sanatorium Gruźliczego św. Józefa w Mieni, gdzie pełniła funkcję dyrektora placówki, a zarazem ordynatora oddziału chorób wewnętrznych. W Mieni pracowała od września 1936 roku do końca marca 1939 roku. W międzyczasie, w 1937 roku, wyjechała do Włoch, gdzie podnosiła swoje kwalifikacje w rzymskim Instytucie Forlaniniego. 1 kwietnia 1939 roku objęła stanowisko ordynatora oddziału gruźlicy i chorób wewnętrznych w Szpitalu Wolskim przy ul. Płockiej 26 w Warszawie.

### II wojna światowa
Gdy po rozpoczęciu niemieckiej inwazji dyrektor Szpitala Wolskiego dr Józef Marian Piasecki został zmobilizowany w szeregi Wojska Polskiego, dr Misiewicz objęła stanowisko p.o. dyrektora. Kierowała szpitalem podczas oblężenia Warszawy we wrześniu 1939 roku. W uznaniu zasług Komisarz Cywilny przy Dowództwie Obrony Warszawy Stefan Starzyński odznaczył ją oraz dr Marię Werkenthin Krzyżem Walecznych.
W okresie niemieckiej okupacji organizowała w Szpitalu Wolskim tajne nauczanie medycyny, prowadząc wykłady z zakresu ftyzjatrii oraz chorób zakaźnych i wewnętrznych. Liczba studentów, którzy uczestniczyli w prowadzonych przez nią zajęciach, szacowana jest na ponad dwieście osób . Ponadto pod pretekstem szkoleń sanitarnych obrony przeciwlotniczej przeszkoliła blisko 2 tysiące sanitariuszek Armii Krajowej. Jesienią 1939 roku w jej gabinecie odbywały się odprawy dowództwa Służby Zwycięstwu Polski. W kolejnych latach za jej wiedzą i zgodą ukrywano w szpitalu Żydów oraz osoby poszukiwane przez Gestapo . W czasie okupacji przyjęła na wychowanie chłopca-sierotę.
W lutym 1944 roku Gestapo uzyskało informację, że w Szpitalu Wolskim udzielono pomocy ciężko rannemu ppor. Bronisławowi Pietraszewiczowi ps. „Lot” – dowódcy akcji i pierwszemu wykonawcy wyroku na SS-Brigadeführerze Franzu Kutscherze. W konsekwencji 18 lutego aresztowano dr Misiewicz oraz jej dwóch asystentów. Zabiegi w sprawie ich uwolnienia podjął niezwłocznie dyrektor szpitala dr Józef Marian Piasecki. Pomógł mu w tym fakt, że jedna z jego pacjentek była kochanką wpływowego gestapowca. Kluczowym argumentem okazało się jednak wręczenie łapówki w wysokości kilkuset tysięcy złotych. Ostatecznie po upływie tygodnia dr Misiewicz i jej asystentów zwolniono z Pawiaka.
Po wybuchu powstania warszawskiego Szpital Wolski znalazł się na granicy terenów opanowanych przez powstańców i obszarów pozostających pod kontrolą Niemców. W „czarną sobotę” 5 sierpnia 1944 roku szpital zajęły oddziały SS. Dyrektora Piaseckiego, prof. Janusza Zeylanda i kapelana ks. Kazimierza Ciecierskiego zamordowano w dyrektorskim gabinecie, natomiast chorych i pozostałych pracowników pognano do hal warsztatów kolejowych na Moczydle. Jeszcze tego samego dnia w rejonie ul. Górczewskiej i Moczydła Niemcy zamordowali około 300 pacjentów i 60 członków męskiego personelu medycznego i pomocniczego. W tych krytycznych momentach dr Misiewicz odważyła się podjąć próbę interwencji u oficera SS celem przerwania egzekucji. Następnego poranka żeński personel oraz ocalałych pacjentów odprowadzono w kolumnie ludności cywilnej do Fortu Bema. Dzięki zabiegom dr Misiewicz, którą wsparł sołtys pobliskich Jelonek, komendant fortu zgodził się jeszcze tego samego dnia na zwolnienie rannych i chorych oraz pracowników szpitala.
Mimo skrajnie niesprzyjających warunków dr Misiewicz szybko zorganizowała w Jelonkach sprawnie funkcjonującą filię Szpitala Wolskiego. Ze względu na trudności z wyżywieniem oraz zagrożenie, które niosła ze sobą bliskość walczącej Warszawy, prowizoryczny szpital wkrótce przeniesiono jednak do Podkowy Leśnej (12–17 sierpnia). Później dr Misiewicz zorganizowała dwie kolejne filie Szpitala Wolskiego – w Olszance w Puszczy Mariańskiej i w Pszczelinie pod Brwinowem. We wszystkich trzech placówkach leczono wysiedleńców z Warszawy (w tym ukrywających się powstańców) oraz ludność okolicznych miejscowości. Dr Misiewicz nie zrezygnowała także z podnoszenia kwalifikacji personelu oraz kształcenia przyszłych lekarzy i pielęgniarek. Z jej inicjatywy w dniach 6–7 stycznia 1945 roku odbył się w Olszance zjazd lekarzy i studentów z wszystkich trzech filii Szpitala Wolskiego.

### Okres powojenny
18 stycznia 1945 roku, na wieść o wyparciu Niemców z Warszawy, pieszo udała się z Podkowy Leśnej do zrujnowanej stolicy, aby przekazać władzom Wydziału Lekarskiego UW listę studentów tajnego nauczania, a także informacje o ich wynikach w nauce. Następnie podjęła działania, aby doprowadzić do powrotu Szpitala Wolskiego do Warszawy i wznowienia jego pracy.
Od 1946 roku kierowała kursami przeciwgruźliczymi dla lekarzy, a od następnego roku prowadziła wykłady z ftyzjatrii na Wydziale Lekarskim UW. Pracowała także nad metodologią nauczania oraz programami kształcenia specjalistycznego lekarzy. W lutym 1948 roku uzyskała habilitację na podstawie pracy pt. Badania nad odmą doświadczalną płucną u królików: wpływ odmy na przebieg zakażenia gruźliczego. Dwa lata później objęła stanowisko dyrektora Polskiego Instytutu Przeciwgruźliczego, a w czerwcu 1951 roku została mianowana profesorem nadzwyczajnym warszawskiej Akademii Medycznej i kierownikiem pierwszej w Polsce katedry ftyzjatrii (ulokowanej w Szpitalu Wolskim) . Była jedną z głównych organizatorek walki z gruźlicą w Polsce – m.in. pomagała tworzyć sieć wojewódzkich przychodni przeciwgruźliczych oraz była organizatorką i aktywnym uczestnikiem ogólnopolskich zjazdów przeciwgruźliczych.

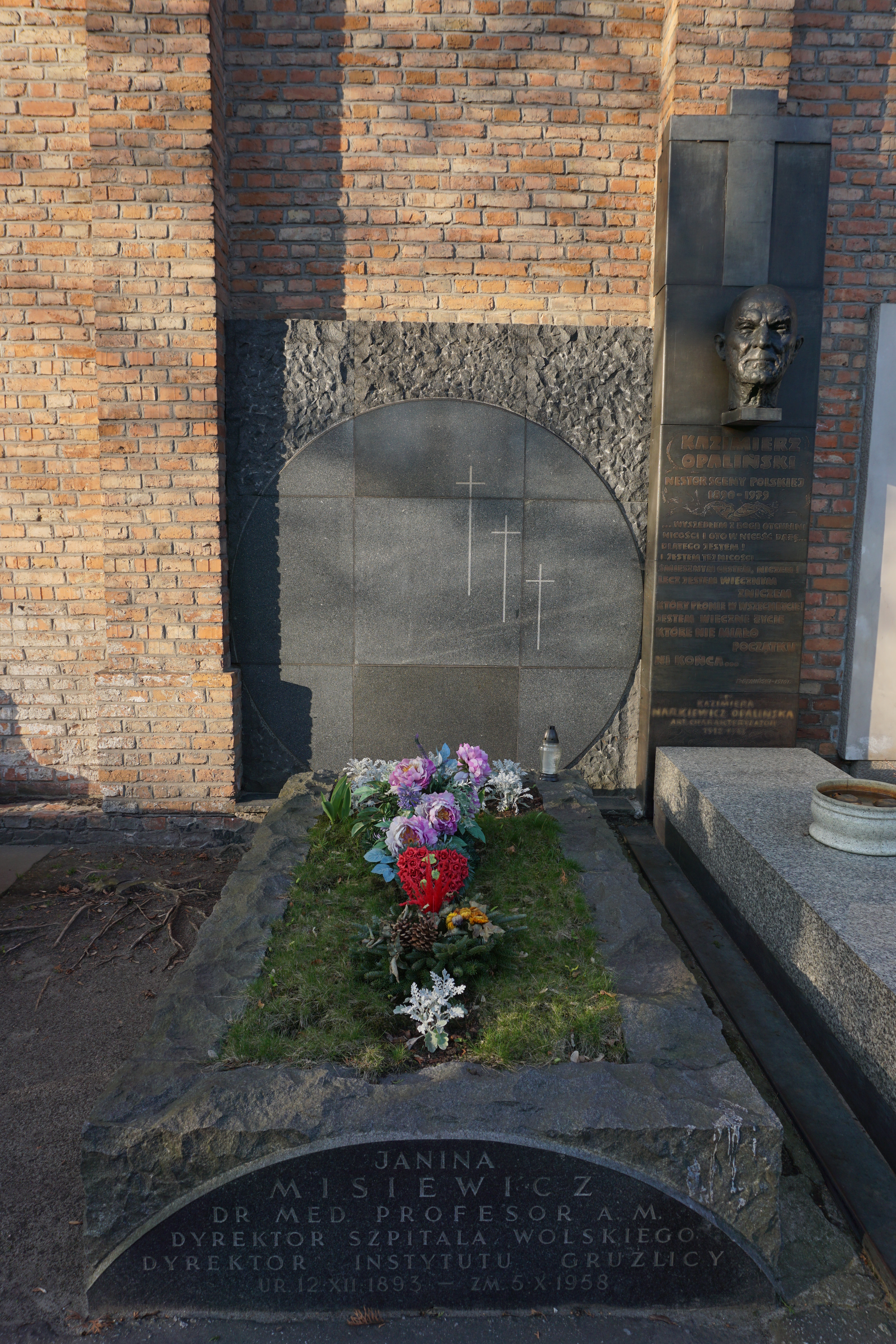
Grób Janiny Misiewicz na cmentarzu Powązkowskim

W latach stalinizmu dokładała wysiłków, aby polska ftyzjatria nie utraciła kontaktów z zagranicznymi środowiskami medycznymi i naukowymi. Reprezentowała Polskę na forum Międzynarodowej Unii Przeciwgruźliczej; od 1955 roku była członkiem jej zarządu. Była także członkiem Société Française de Pathologie Réspiratoire, Société Française de la Tuberculose i American Trudeau Society. Uczestniczyła w zjazdach przeciwgruźliczych w Czechosłowacji, Danii, Francji, Norwegii, Szwecji, Wielkiej Brytanii, Związku Radzieckim. Zainicjowała współpracę z Instytutem Gruźlicy w Pradze i innymi tego typu instytucjami zagranicznymi, a także przyczyniła się do umożliwienia polskim lekarzom wyjazdów na stypendia do Francji i Włoch. Nazywano ją „ambasadorem polskiej ftyzjatrii” .
W latach 1946–1949 pełniła funkcję prezesa Polskiego Towarzystwa Badań Naukowych nad Gruźlicą. Ponadto była m.in. doradcą ministra zdrowia ds. gruźlicy, członkiem sekcji przeciwgruźliczej Państwowej Rady Zdrowia (1946–1948), specjalistą krajowym w zakresie ftyzjatrii (1950–1955), specjalistą ftyzjatrą dla m. st. Warszawy, konsultantem w zakresie gruźlicy Ministerstwa Obrony Narodowej i Ministerstwa  Bezpieczeństwa Publicznego oraz przewodniczącym Naukowego Komitetu Chemoterapii Gruźlicy. W latach 1948–1949 i 1952–1953 redagowała czasopismo „Gruźlica”.
Od 1956 roku jej stan zdrowia systematycznie się pogarszał. Zmarła 5 października 1958 roku w Warszawie, spoczęła na cmentarzu Powązkowskim (kwatera Aleja Zasłużonych-1-91).

## Dorobek naukowy
Janina Misiewicz opublikowała 71 prac naukowych . Ich tematyka obracała się wokół zagadnień takich jak m.in.: gruźlica (epidemiologia, zwalczanie, powikłania), skazy krwotoczne, biografistyka i historia polskiej ftyzjatrii, oświata sanitarna.
Wybrane publikacje:
- O skazach krwotocznych (wspólnie z Mściwojem Semerau-Siemianowskim, „Polskie Archiwum Medycyny Wewnętrznej”, 1925–1926)
- Podręcznik ratownictwa dla kół młodzieżowych P.C.K. (1928, w tymże roku odznaczony na konkursie Polskiego Czerwonego Krzyża)
- Choroby narządu oddechowego („Orzecznictwo lekarskie inwalidzkie w ubezpieczeniu społecznym”; 1938, 1947)
- Zmiany gruźlicze u pracowników Szpitala Wolskiego w Warszawie w latach 1941–1944 („Gruźlica”, 1947)
- Zamknięte wewnątrzopłucne przecinanie zrostów w leczeniu gruźlicy płuc odmą opłucną (1947)
- Pierwsze zmiany w przebiegu zakażenia gruźliczego u dzieci i u dorosłych – podobieństwo, różnica, związek (w: XI Zjazd Przeciwgruźliczy, Gdańsk 16–18.9.1953. Cz. 1, Referaty Zjazdowe. Warszawa 1953)
- Ftyzjatria (1954, 1958)
- Projekt międzynarodowej klasyfikacji radiofotografii („Gruźlica”, 1956)

## Odznaczenia
- Krzyż Oficerski Orderu Odrodzenia Polski[5]
- Krzyż Kawalerski Orderu Odrodzenia Polski (9 lipca 1954)[29]
- Krzyż Walecznych (dwukrotnie: 1939 i 1944)[5]
- Medal 10-lecia Polski Ludowej (13 stycznia 1955)[30]
- Odznaka honorowa „Za wzorową pracę w służbie zdrowia”[7]